# Nyttodjur

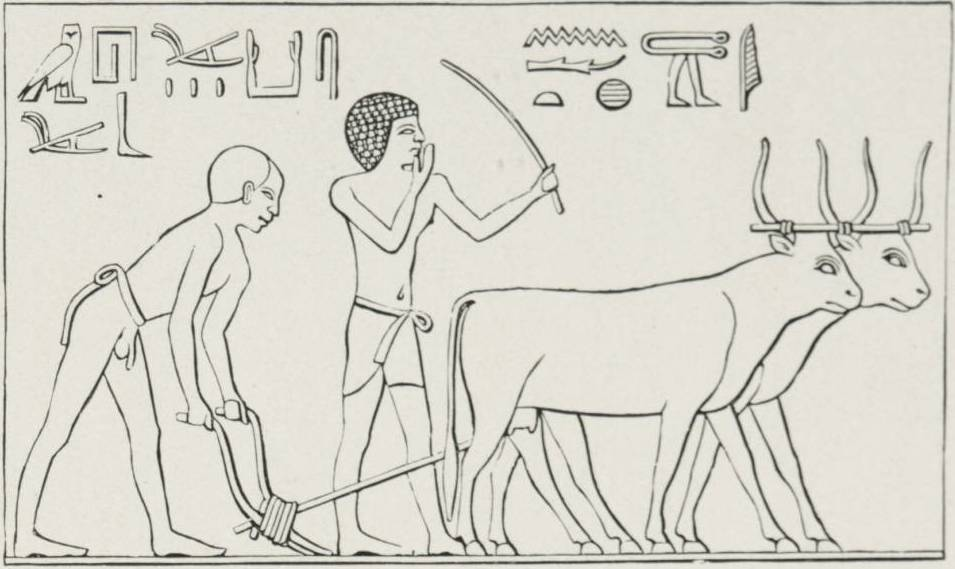
Plöjning.

Nyttodjur är djur som på olika sätt kan tjäna människan, med tonvikt på den materiella sidan av människans behov.
Begreppet "nyttodjur" kan ses som klassificering av olika djurarter från ett utilitaristiskt perspektiv där man fokuserar på detta djurs nytta för människor.
Det kan gälla djur som kan lindra eller avvärja sjukdom, angrepp eller andra former av skador som kan drabba människan direkt eller hennes egendom. Till stor del handlar det om djur som angriper eller oskadliggör skadedjur. Även djur, såväl vilda som tama, som vi utnyttjar i form av föda, skinn, päls etc räknas som nyttodjur. Begreppet nyttodjur används ofta i kontrast till såväl skadedjur som djur för sällskap och nöje. Vissa djurarter kan uppträda både som nyttodjur och som skadedjur.
Förutom vissa tamdjur som häst, hund och katt samt en del vilda däggdjur som rådjur, älg, hare finns åtskilliga nyttodjur, som till exempel fåglar och insekter, som håller allehanda skadedjur i schack.